# Jitka Schneiderová

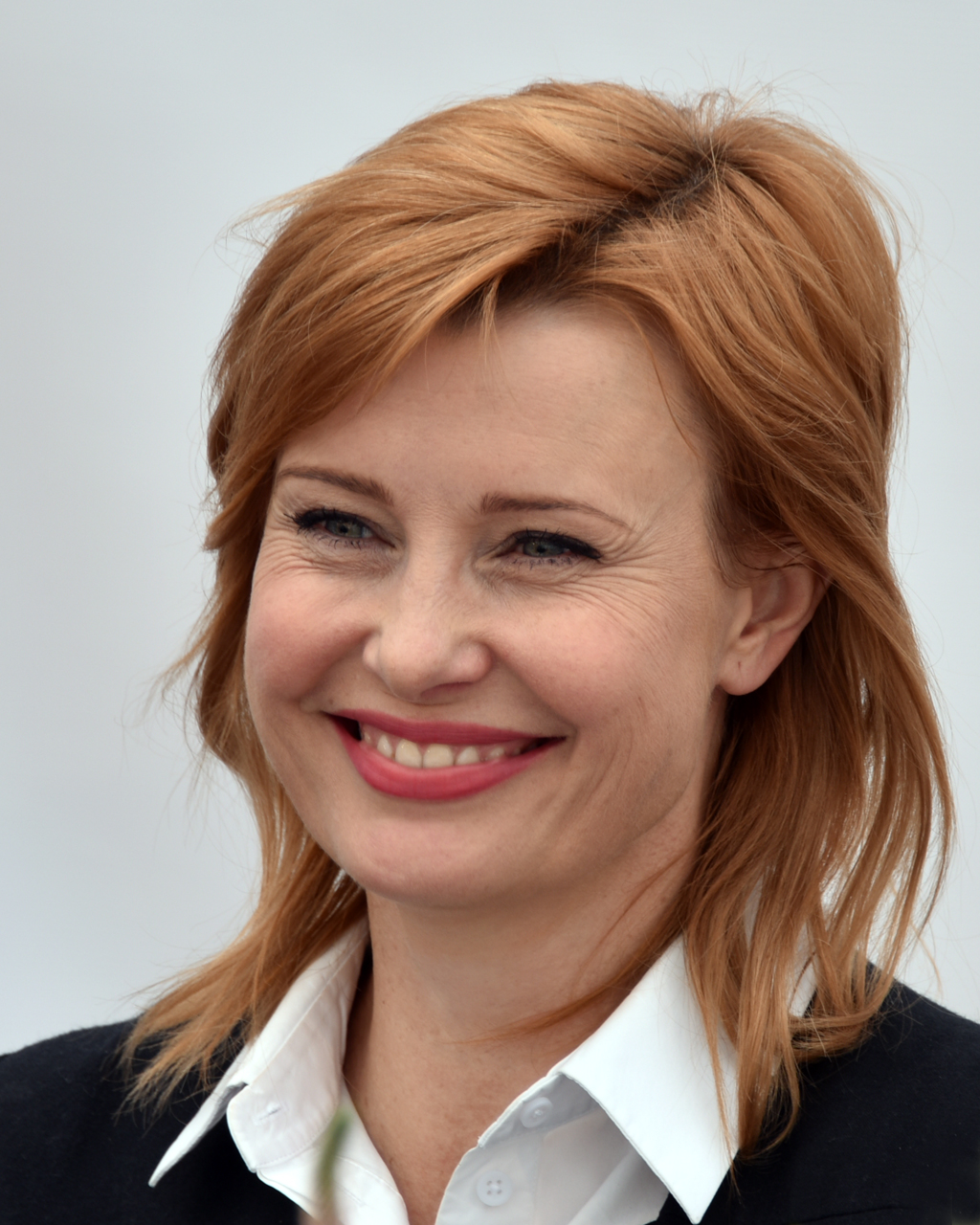
Jitka Schneiderová im Jahr 2019

Jitka Schneiderová (* 23. März 1973 in Znojmo, Tschechoslowakei) ist eine tschechische Schauspielerin.

## Leben
Jitka Schneiderová wurde in Znojmo geboren, unweit der österreichischen Grenze. Sie wollte zunächst Lehrerin werden und machte ihren Abschluss an der Pädagogischen Hochschule. Sie studierte dann an der Janáček-Akademie für Musik und Darstellende Kunst Brünn (JAMU) Tanz und Gesang. Zu dieser Zeit gastierte sie am Stadttheater Brünn und trat in Brünner und Prager Musical-Produktionen auf. 1995 wechselte sie in den Bereich Schauspiel und studierte an der Theaterfakultät der Akademie der Musischen Künste in Prag (DAMU), unter anderem bei Jan Kačer. Bevor sie 1997 ein festes Engagement im Studio Ypsilon bekam, trat sie unter anderem am ABC-Theater und Rokoko-Theater auf. Im Studio Ypsilon trat sie in vielen erfolgreichen Produktionen auf, beispielsweise in Die verkaufte Braut oder Manche mögen es heiß. Nach sieben Spielzeiten gab sie ihr festes Engagement auf und wurde freischaffend.
Mit ihrem Umzug nach Prag begann sie in tschechischen Fernsehproduktionen aufzutreten, hierzu zählten neben Sitcoms und Märchenverfilmungen auch die Moderation einer Sportwettkampfsendung. Ihre Popularität wuchs mit einer Hauptrolle in dem Film Einzelgänger (im Original Samotáři), in der Tatortfolge Heiße Grüße aus Prag hatte sie einen kleinen Auftritt. Im Jahr 2015 wurde sie für ihre Rolle in dem Film Ztraceni v Mnichově für den Český lev („Böhmischer Löwe“) als Beste Nebendarstellerin nominiert.
Jitka Schneiderová war von 2004 bis 2012 mit David Švehlík verheiratet, mit dem sie ein Kind hat.

## Filmografie
- 1998: Die Seekönigin (Jezerní královna )
- 2000: Einzelgänger (Samotáři)
- 2002: Tatort: Heiße Grüße aus Prag
- 2014: Hany
- 2015: Ztraceni v Mnichově
- 2015–2016: Přístav
- 2016: Dvojníci
- 2021: Láska na špičkách